# تپه آتش انبار ۳
تپه آتش انبار ۳ مربوط به دوران‌های تاریخی پس از اسلام است و در شهرستان تاکستان، روستای آتش انبار واقع شده و این اثر در تاریخ ۲۵ اسفند ۱۳۷۹ با شمارهٔ ثبت ۳۱۶۸ به‌عنوان یکی از آثار ملی ایران به ثبت رسیده است.